# Sven Andersson (statsråd)
Sven Olof Morgan Andersson, född 5 april 1910 i Oskar Fredriks församling i Göteborg, död 21 september 1987 i Oscars församling i Stockholm, var en svensk socialdemokratisk politiker. Han är främst känd från sin långa tid som försvarsminister under åren 1957–1973. Han anses ha haft en framträdande roll inom den svenska socialdemokratins bekämpning av kommunismen under efterkrigstiden.

## Biografi
Andersson studerade vid Nordiska folkhögskolan, varefter han var bokhandelsbiträde 1925–1927, bokbinderilärling 1927–1929 och byggnadssnickare 1929–1932. Han blev senare instruktör vid ABF:s lokalavdelning i Göteborg 1932–1935. Åren 1935–1945 var han ombudsman i Göteborgs arbetarekommun, ledamot av styrelsen för Arbetarnas folkhögskola i Göteborg 1935–1940. Under åren 1934–1940 var han ledamot i SSU:s förbundsstyrelse, samt sekreterare i Göteborgsdistriktet av Sveriges socialdemokratiska ungdomsförbund 1929–1930 och dess ordförande 1930–1938. Han var ledamot av Göteborgs stadsfullmäktige 1939–19 december 1940. Åren 1941–1944 var han ledamot av andra kammaren och av första kammaren från 1948. 1947 var han en av initiativtagarna till bildandet av Folkreklam som sedermera blev ARE-bolagen.
Han var konsultativt statsråd 1948–1951 med ansvar för frågor inom finans- och försvarsdepartementen, kommunikationsminister 1951–1957, försvarsminister 1957–1973, samt utrikesminister 1973–1976. Han var även partisekreterare för (s) 1945–1948 samt riksdagsledamot 1941–1944 och 1948–1979. Han var en av de socialdemokrater som hade mest att göra med IB, främst under sin tid som försvarsminister, men även under sin tid som socialdemokraternas partisekreterare.

## Chef för Utrikesdepartementet

### 1973 till 1974
Efter riksdagsvalet 1973 utsågs Andersson av statsminister Olof Palme till utrikesminister. Bland hans första utrikespolitiska utspel var det från december 1973 då han kom med uttalandet att regeringen ansåg att svenska företag inte skulle investera i Portugal. I februari 1974 erkändes under hans egid Grenada som självständig stat av den svenska regeringen. Samma månad tillstod utrikesministern, med anledning av ett påpekande från Finlands ambassadör Max Jakobson angående IB:s inblandning i Finland, att en båt från Försvarets radioanstalt (FRA) hade utnyttjat finländskt territorialvatten i syfte att skaffa drivmedel och mat. Senare, i mars 1974, återupptogs diplomatiska relationer med USA och chefen för den politiska avdelningen i UD Wilhelm Wachtmeister utsågs till Sveriges ambassadör i Washington, D.C. I augusti 1974 erkändes Guinea-Bissau, och Andersson lämnade en kommentar därtill. Han sade att den svenska regeringen med ”största sympati” hade följt och lämnat sitt stöd åt den kamp som befrielserörelsen PAIGC fört att befria landet från ”det koloniala förtrycket”. I september 1974 höll han ett tal i FN:s generalförsamling, i vilket han, med stöd av FN-stadgan och folkrättsliga principer, kritiserade stater med överlägsna resurser. Han anklagade dessa för att utnyttja sina överlägsna resurser i syfte att påverka den inre politiska utvecklingen i mindre länder. Härvid anspelade han på bland annat den amerikanska underrättelsetjänsten CIA:s medverkan i militärkuppen i Chile i september 1973. Under november månad 1974 sade han i en redogörelse angående det finländska krigsarkivet, som förts till Sverige 1944, att den under 1974 avlidne förre försvarsstabschefen C.A. Ehrensvärd hade sagt att inga militära eller andra myndigheter hade ansvar för detta krigsarkiv. Krigsarkivet troddes ha viktiga uppgifter om Finlands inträde på Tysklands sida i fortsättningskriget under andra världskriget. Andersson sade att Ehrensvärd hade sagt till honom, när denne hade blivit tillfrågad om varför arkivet brändes upp 1960, att han hade blivit anmodad att bränna dokumenten.

### 1975
Vid en frågedebatt i riksdagen januari 1975 deklarerade han att Sverige formellt hade brutit förbindelserna med Sydvietnam. Den 27 januari 1975 var det två år sedan vapenvilan mellan de stridande parterna i Vietnam undertecknats i Paris, vilket utrikesministern högtidlighöll med ett tal där han kritiserade president Fords vietnampolitik, och sade vidare att den amerikanska krigföringen i Vietnam vanhedrat demokratin. Han menade vidare att militärregimen i Saigon bara klamrade sig fast vid makten tack vare stödet från USA, och att den amerikanska rollen i Vietnamkriget var betydande. Detta tal resulterade i häftiga amerikanska reaktioner, och en officiell protest från USA:s ambassadör. I februari 1975 besökte han Egypten, vilket resulterade i att ett femårigt ekonomiskt och tekniskt avtal skrevs under. Under Riksdagens utrikesdebatt i mars 1975 försvarade han med de borgerliga talesmännen Saab-Scanias försök att sälja jaktplanet Viggen till NATO-länderna Norge, Danmark, Holland och Belgien. Han ansåg att detta var i överensstämmelse med den alliansfria utrikespolitiken, vilket kritiserades av VPK-ledaren Lars Werner, som ett brott mot neutralitetspolitikens principer. I april 1975 besökte han Israel i syfte att skaffa informationer om Mellanösternfrågan och träffade Israels dåvarande premiärminister Yitzhak Rabin. Han delgav denne ”hjärtliga hälsningar från svenska folket till alla våra vänner i Israel”. Han rådde Israel att förhandla med PLO i syfte att få dem att avstå från terror och att inrikta sig på politiska lösningar. Han åtföljde kung Carl XVI Gustaf på Islandsresa i juni 1975, där kungen återlämnade det enda återstående 700-åriga manuskriptbladet av Heimskringla, samt besökte Thingvellir och Vidsvinafellsjökeln. Från juli till början av augusti 1975 medföljde han statsminister Palme till den europeiska säkerhetskonferensen i Helsingfors, där de träffade värden president Kekkonen. Palme träffade där USA:s utrikesminister Henry Kissinger för första gången. När Angola blev självständigt den 11 november 1975 meddelade han att det diplomatiska erkännandet skulle dröja tills det politiska förhållandet hade stabiliserats. Han gjorde även klart att det från 1971 till MPLA utgångna svenska bidraget tills vidare skulle frysas.

### 1976
I april 1976 var han gäst vid en middag i Washington, D.C., där kungen som var på USA-resa stod värd. Bland de övriga gästerna fanns vicepresidentparet Rockefeller, och utrikesminister Kissinger som Andersson senare hade överläggningar med. Han deklarerade i samma månad att den svenska regeringens bedömning av resultaten från valet på Västbanken var att PLO fått stöd. Han slog även fast att Israel skulle dra sig tillbaka från 1967 års ockuperade områden, och att detta område kunde utgöra en palestinsk stat om palestinierna så önskade. När Kissinger besökte Stockholm i maj 1976 överlade han med Palme och Andersson om olika världspolitiska frågor, där den amerikanske utrikesministern ansåg att de amerikanska och svenska åsikterna sammanföll. Den 11 september 1976, som var treårsdagen av militärkuppen i Chile, sade han i ett tal inför den internationella Chilekommissionens möte i Stockholm att Nixonregimen i USA, CIA och det ”internationella kapitalet” hade nyckelroller i störtandet av Allenderegimen samt att undantagstillstånd fortfarande rådde och tortyrcentralerna fortfarande kom till användning. Han erkände samma månad, efter att vissa påståenden i tidskriften Folket i Bild/Kulturfront hade publicerats, att Sverige från 1970 betalat 2 miljoner kronor till den amerikanske generalmajoren Rockly Triantafellu. Denne utpekades i tidskriften som ”spionchefen” för USA:s flygvapen. Detta var överenskommen betalning för elektronisk utrustning. Andersson backades upp i sin version av överbefälhavaren general Stig Synnergren. Tidskriften hade påstått att det hade varit ersättning för ”hemliga uppgifter och informationer”.

## Familj
Andersson var son till byggnadssnickaren Adolf Andersson och Anna, född Edvardsdotter. Han gifte sig den 8 september 1934 med Rosa Östberg (1911–1967), som var dotter till kommunalarbetaren Johan Östberg och Amanda, född Petersdotter Höglund. Makarna Andersson är begravda på Sundbybergs begravningsplats.